# Gornyj ulus
Il Gornyj ulus è un ulus (distretto) della Repubblica Autonoma della Jacuzia-Sacha, nella Russia siberiana orientale; il capoluogo è il villaggio di Berdigestjach.
Confina con gli ulus Viljujskij e Kobjajskij a nord, Namskij ad est, Olëkminskij a sudovest, Verchojanskij a nordest, Ėveno-Bytantajskij a nord, Žiganskij a nordovest.
L'ulus si estende nella parte meridionale della Jacuzia, in una sezione del bassopiano della Jacuzia centrale.